# Mads Fuglede
Mads Fuglede (nascido em 23 de agosto de 1971, em Copenhaga) é um escritor e político dinamarquês, membro do Folketing pelo partido político Venstre. Ele foi eleito para o parlamento nas eleições legislativas dinamarquesas de 2019.

## Carreira política
Fuglede concorreu pela primeira vez ao parlamento nas eleições legislativas dinamarquesas de 2015, onde recebeu 1.968 votos. Isso não foi suficiente para que ele fosse eleito, embora tenha-se tornado o principal suplente do Venstre no círculo eleitoral. Quando Jakob Engel-Schmidt submeteu uma licença em 5 de outubro de 2017, Fuglede actuou como membro suplente pelo resto do mandato. Ele foi eleito para o parlamento na eleição de 2019, onde recebeu 3.622 votos.